# 纳塔尔殖民地
纳塔尔殖民地是英国在非洲东南部的一个殖民地。1843年5月4日，英国吞并布尔人建立的纳塔利亚共和国后在此建立英国殖民地，该殖民地最终于1910年5月31日与其他英国三个殖民地合并建立南非联邦，其后纳塔尔成为新联邦的组成省份。现今为南非的夸祖鲁-纳塔尔省。
最初的纳塔尔领土只有现今省份的一半，圖蓋拉河和水牛河构成了最先的东北部边界，而图格拉河以外就是独立的祖鲁王国。